# Ion Gheorghe Maurer
Ion Gheorghe Iosif Maurer (23. září 1902, Bukurešť, Rumunsko – 8. února 2000, Bukurešť, Rumunsko) byl rumunský politik, právník, prezident Prozatímního prezidia Rumunské lidové republiky v období od 11. ledna 1958 – 21. března 1961 , předseda Rady ministrů Rumunska od 21. března 1961 do 29. března 1974.

## Život
Ion Gheorghe losif Maurer se narodil v Bukurešti otci německého původu a matce původu rumunského. Věnoval se studiu na právech na Bukurešťské univerzitě a stal se právním zástupcem - obhajoval členy nelegálních levicových a antifašistických hnutí.
V roce 1936 nastoupil do komunistické strany Rumunska a od roku 1942 - 1943 během 2. světové války byl za svou politickou činnost uvězněn v koncentračním táboře Târgu Jiu. V srpnu 1944 po osvobození Rumunska od fašistických útočníků působil jako náměstek ministra dopravy a veřejných prací. Od roku 1946 - 1947 byl generálním tajemníkem nejvyšší hospodářské rady a náměstek ministra národního hospodářství.
V roce 1948 byl zvolen do Ústředního výboru (Central Committee of the PCR = Romanian Worker's Party) a v letech 1957 - 1958 působil jako ministr zahraničí v Rumunsku (zde nahradil Grigora Preoteasa). V roce 1958 - 1961 byl prezidentem prezidia Velkého národního shromáždění Rumunska a poté v roce 1961 nahradil Chivu Stoica za předsedu Rady ministrů Rumunska. Ion Gheorghe losif Maurer byl také jedním ze tří úředníků prezidia Velkého národního shromáždění od 19. března do 24. března 1965.
Ion Gheorghe losif Maurer zemřel v Bukurešti 10 let po rumunské revoluci. Bylo mu 97 let. Od 13. července 1998, kdy premiér Konstantinos Kollias zemřel, patřil mezi nejstarší žijící bývalou hlavou státu na světě